# کیواس دوشیزه
کیواس دوشیزه یک ستاره است که در صورت فلکی قرار دارد.